# District de Phú Tân (Cà Mau)
Pour les articles homonymes, voir District de Phu Tan.
Le district de Phú Tân (Huyện Phú Tân) est un district de la province vietnamienne du Cà Mau.

## Présentation
Il est placé sous la juridiction de la province. Sa superficie est de 446 km2.
La population du comté était de 109,642 habitants en 2005.

## Subdivisions
Il y a 1 ville (thị trấn) (Cai Doi Vam, chef-lieu), 6 communes rurales (xã) : Phú Mỹ, Phú Tân, Tân Hải, Việt Thắng, Tân Hưng Tây, Nguyễn Việt Khái.